# Astragalus uranolimneus
Astragalus uranolimneus är en ärtväxtart som beskrevs av Pierre Edmond Boissier. Astragalus uranolimneus ingår i släktet vedlar, och familjen ärtväxter. Inga underarter finns listade i Catalogue of Life.